# دبليو. غودفري وود
دبليو. غودفري وود (بالإنجليزية: W. Godfrey Wood)‏ هو شخصية أعمال أمريكي، ولد في 1941.